# Ascidieria zamboangensis
Ascidieria zamboangensis là một loài thực vật có hoa trong họ Lan. Loài này được (Ames) W.Suarez & Cootes mô tả khoa học đầu tiên năm 2009.